# Puchar Ligi Rumuńskiej w piłce nożnej
Puchar Ligi Rumuńskiej (rum. Cupa Ligii României) – cykliczne rozgrywki piłkarskie, przeprowadzane systemem pucharowym, organizowane corocznie (co sezon) w latach 2014–2017 przez Liga Profesionistă de Fotbal dla rumuńskich, męskich, profesjonalnych drużyn klubowych z Ligi I.

## Historia
Rozgrywki o Puchar Ligi były rozgrywane w 1994, 1998 i 2000 roku (jako turnieje nieoficjalne) oraz ponownie w latach 2014–2017. Mierzyły się w nim drużyny z Ligi I (przed 2006 Divizia A). Miejsce finałowego spotkania było losowane. Pierwszy turniej 1994 roku wygrała drużyna Rapid Bukareszt, pokonując w finale UT Arat, drugi turniej zwyciężyła drużyna FCM Bacău, która pokonała w finale Universitateę Kluż-Napoka, natomiast trzeci turniej wygrała drużyna Gloria Bystrzyca, która pokonała w finale FCM Bacău.
W 2014 postanowiono przywrócić i zreorganizować turniej. By zwiększyć prestiż pucharu, zdecydowano, iż finał miał odbywać się zawsze w Bukareszcie na Arenie Narodowej, która to jest miejscem, gdzie mecze rozgrywa reprezentacja Rumunii. Zwycięski klub miał również otrzymywać nagrodę w wysokości 400 000 euro. Pozyskano również sponsora tytularnego AdePlast przez co oficjalną nazwą rozgrywek było Puchar Ligi AdePlast (rum. Cupa Ligii AdePlast).
Pierwszą edycję nowego pucharu, a czwartą ogólnie, wygrał klub Steaua Bukareszt, który to pokonał w finale Pandurii Târgu Jiu.

## Format
Format rozgrywek był wiele razy zmieniany. W rozgrywkach uczestniczyli kluby występujące w Liga I. We wszystkich rywalizacjach od pierwszej rundy do finału o zwycięstwie decydował pojedynczy mecz. Zwycięzca kwalifikował się do dalszych gier, a pokonany odpadał z rywalizacji. W wypadku kiedy w regulaminowym czasie gry padł remis zarządzana była dogrywka, a jeśli i ona nie przyniosła rozstrzygnięcia, to dyktowane były rzuty karne. Od sezonu 2015/16 rozgrywki składały się z 4 etapów (w sezonie 2014/15 była jeszcze runda 1/8 finału): rundy eliminacyjnej, ćwierćfinałów, półfinałów i finału. Mecz finałowy rozgrywany był na Arenie Narodowej w Bukareszcie.

## Zwycięzcy i finaliści
| Sezon                                             | K | K | T | Zwycięzca        | Wynik            | Finalista                 | Data, miejsce                                 | Br. | Król strzelców            | Uwagi                        |
| Puchar Ligi Rumuńskiej (rum. Cupa Ligii României) |   |   |   |                  |                  |                           |                                               |     |                           |                              |
| 1994                                              |   |   | 1 | Rapid Bukareszt  | 5:1              | UT Arad                   | 26.05.1994, Stadion Francisc von Neuman, Arad |     |                           | ? klubów                     |
| 1998                                              |   |   | 1 | FCM Bacău        | 3:2 pd.          | Universitatea Kluż-Napoka | 28.05.1998, Stadion Rocar, Bukareszt, 800     |     |                           | 18 klubów w 4gr.+ faza puch. |
| 2000                                              |   |   | 1 | Gloria Bystrzyca | 2:2 pd. (k. 3:1) | FCM Bacău                 | 1.06.2000, Stadion Cotroceni, Bukareszt, 200  |     |                           | 4 kluby, półfinał +finał     |
| 2014/15                                           |   |   | 1 | Steaua Bukareszt | 3:0              | Pandurii Târgu Jiu        | 20.05.2015, Arena Narodowa, Bukareszt, 15.560 |     |                           | 18 klubów, 5 rund            |
| 2015/16                                           |   |   | 2 | Steaua Bukareszt | 2:1 pd.          | Concordia Chiajna         | 17.07.2016, Arena Narodowa, Bukareszt         |     |                           | 14 klubów, 4 rundy           |
| 2016/17                                           |   |   | 1 | Dinamo Bukareszt | 2:0              | ACS Poli Timișoara        | 20.05.2017, Arena Narodowa, Bukareszt, 20.000 | 3   | Sergiu Hanca, Daniel Popa | 14 klubów, 4 rundy           |

Uwagi:

- wytłuszczono i kursywą oznaczone zespoły, które w tym samym roku wywalczyły mistrzostwo i Puchar kraju (dublet),
- wytłuszczono zespoły, które zdobyły mistrzostwo kraju,
- kursywą oznaczone zespoły, które zdobyły Puchar kraju.

## Statystyka

### Klasyfikacja według klubów
W dotychczasowej historii finałów o Puchar Ligi Rumuńskiej na podium oficjalnie stawało w sumie 10 drużyn. Liderem klasyfikacji jest Steaua Bukareszt, która zdobyła trofeum 2 razy.
Stan na 18.04.2023 
| Lp. | Klub                      | Zdobywca | Finalista        | Zwycięskie sezony | Przegrane finały |   |   |                  |  |
| --- | ------------------------- | -------- | ---------------- | ----------------- | ---------------- | - | - | ---------------- |  |
| Lp. | Klub                      | 1.       | Steaua Bukareszt | Zwycięskie sezony | Przegrane finały | 2 | 0 | 2014/15, 2015/16 |  |
| 2.  | FCM Bacău                 | 1*       | 1*               | 1998*             | 2000*            |   |   |                  |  |
| 3.  | Dinamo Bukareszt          | 1        | 0                | 2016/17           |                  |   |   |                  |  |
| 3.  | Rapid Bukareszt           | 1*       | 0                | 1994*             |                  |   |   |                  |  |
| 3.  | Gloria Bystrzyca          | 1*       | 0                | 2000*             |                  |   |   |                  |  |
| 6.  | ACS Poli Timișoara        | 0        | 1                |                   | 2016/17          |   |   |                  |  |
| 6.  | Concordia Chiajna         | 0        | 1                |                   | 2015/16          |   |   |                  |  |
| 6.  | Pandurii Târgu Jiu        | 0        | 1                |                   | 2014/15          |   |   |                  |  |
| 6.  | Universitatea Kluż-Napoka | 0        | 1*               |                   | 1998*            |   |   |                  |  |
| 6.  | UT Arad                   | 0        | 1*               |                   | 1994*            |   |   |                  |  |

Uwaga:
Rozgrywki nieoficjalne oznaczone *.

### Klasyfikacja według miast
Stan na 18.04.2023 
| Miasto    | Liczba tytułów | Kluby                                                           |
| --------- | -------------- | --------------------------------------------------------------- |
| Bukareszt | 4              | Steaua Bukareszt (2), Dinamo Bukareszt (1), Rapid Bukareszt (1) |
| Bacău     | 1              | FCM Bacău (1)                                                   |
| Bystrzyca | 1              | Gloria Bystrzyca (1)                                            |